# Marburger Kreis (Steiermark)

Der Marburger Kreis Ende des 18. Jahrhunderts, mit Kurzbeschreibung

Der Marburger Kreis war eine Verwaltungseinheit des Herzogtums Steiermark in Innerösterreich. Er wurde als mittlerer Teil der Untersteiermark bezeichnet.

## Entstehung
Der Marburger Kreis entstand im Rahmen der Verwaltungsreform unter Maria Theresia ab 1748, welche die frühere Einteilung der Steiermark in Viertel ablöste. Diese Reform wurde unter Graf Haugwitz eingeleitet und ab 1760 unter Graf Kaunitz fortgeführt. Der Marburger Kreis lag zunächst auf dem Gebiet des Viertels zwischen Mur und Drau, das von Frohnleiten (Gamsgraben) bis nach Polstrau an der Drau reichte. An seiner Spitze stand ein Kreishauptmann, der das Kreisamt mit Beamten führte. Damit war erstmals eine Verwaltungseinrichtung geschaffen, die zwischen den Verwaltungen der Grundherrschaften und der Regierungsebene lag.
Mit den Verwaltungsreformen nach 1848 fungierten die Kreise nur mehr als Aufsichtsbehörde und wurden 1867 durch das feingliedrigere System der Politischen Bezirke ersetzt.

## Lage
Ursprünglich befand sich das Kreisamt in Leibnitz, der Kreis war als Leibnitzer Kreis bezeichnet. 1750 wurde das Kreisamt nach Marburg verlegt und der Kreis zum Marburger Kreis. Die Ausdehnung des Kreises erwies sich bald als unzweckmäßig.
Ab 1. November 1783 wurde der Kreis um einige Pfarren südlich der Drau erweitert (St. Lorenzen am Bachern/Lovrenc na Pohorju westlich von Marburg, Kötsch, Schleinitz, St. Lorenzen am Draufeld/Lovrenc na Dravskem polju, Haidin, St. Veit und Sauritsch), wogegen die Pfarren im Kainachtal sowie St. Stefan ob Stainz, Stainz, Preding, Hengsberg, Wildon und Lebring zum Grazer Kreis gezogen wurden.
1805 wurde die Nordgrenze des Kreises noch weiter nach Süden verlegt und die Gemeinden zwischen dem Stainzbach und der Laßnitz (Werbbezirke Stainz und Hornegg bei Preding) ebenfalls in den Grazer Kreis aufgenommen. Von da an blieben die Grenzen des Kreises bis zur Gebietsreform der Jahre ab 1848 unverändert.
Der Marburger Kreis umfasste somit je nach Gebietsstand im heutigen Österreich in der Weststeiermark die Bezirke Voitsberg (mit Ausnahme der Pfarren im Umkreis von Graz) und Deutschlandsberg, den Bezirk Leibnitz westlich der Mur, im heutigen Slowenien die Windischen Bühel (Slovenske Gorice) bis zum Ort Luttenberg (Ljutomer) und Pettau (Ptuj), das Gebiet von Marburg an der Drau (Maribor) und das Bacher-Gebirge (Bachern, Pohorje).
Im Norden des Marburger Kreises lag der Grazer Kreis, im Osten und Süden die ungarischen Komitate Eisenburg (Vasvár), Salad (Zala), Varaždin und Agram (Zagreb), im Westen der Cillier Kreis und der Klagenfurter Kreis.
1788 wurden im Marburger Kreis 186 099 Einwohner gezählt.
Durch die Verwaltungsreform ab 1848 wurde der Name „Marburger Kreis“ beibehalten, der Kreis aber deutlich vergrößert und seine Nordgrenze neuerlich verändert. Der Kreis war ab dann auch mit anderen (nur verwaltungstechnischen) Aufgaben betraut, während die Gerichtsbarkeit den Landes- und Kreisgerichten übertragen war. Dieser neue Marburger Kreis umfasste zusätzlich zum Gebiet seines Vorgängers auch das Gebiet des früheren Cillier Kreises, wobei aber die Gerichtsbezirke Radkersburg (mit Mureck), Leibnitz (mit Arnfels, Eibiswald und Wildon) und Stainz (mit Voitsberg und Landsberg/Deutschlandsberg) an den Grazer Kreis übergingen. Im Rahmen der Gerichtsorganisation im Gebiet dieses neuen Marburger Kreises wurde (neben den Bezirksgerichten) das Kreisgericht Cilli am Sitz der früheren Kreisverwaltung geschaffen. Der Kreis hatte eine Fläche von 109,8 Quadratmeilen und 381.086 Einwohner.

Das Gebiet des Marburger Kreises vom 17. bis zum 19. Jahrhundert
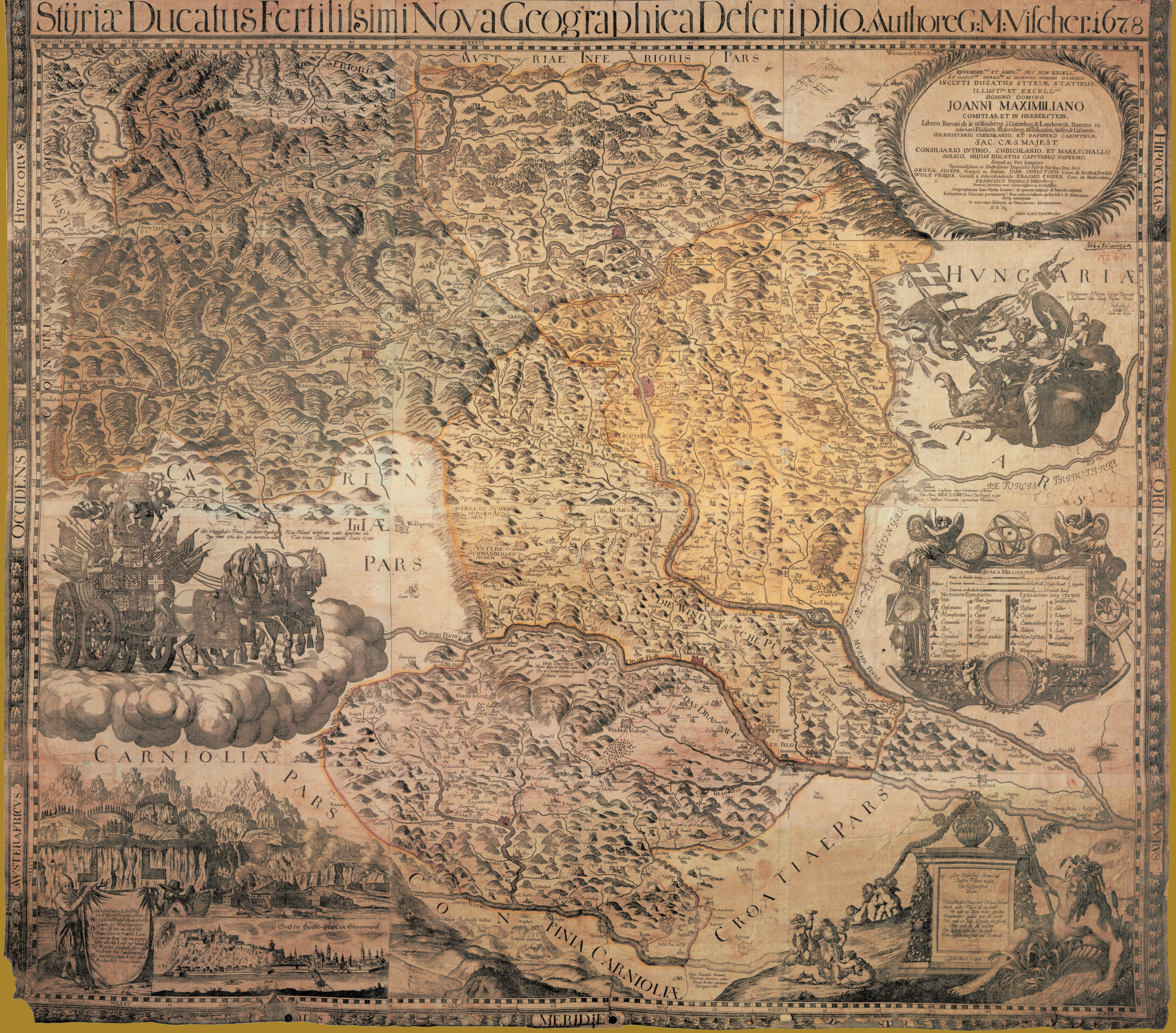
Das Marburger Viertel der Steiermark 1678, Vorläufer des Marburger Kreises
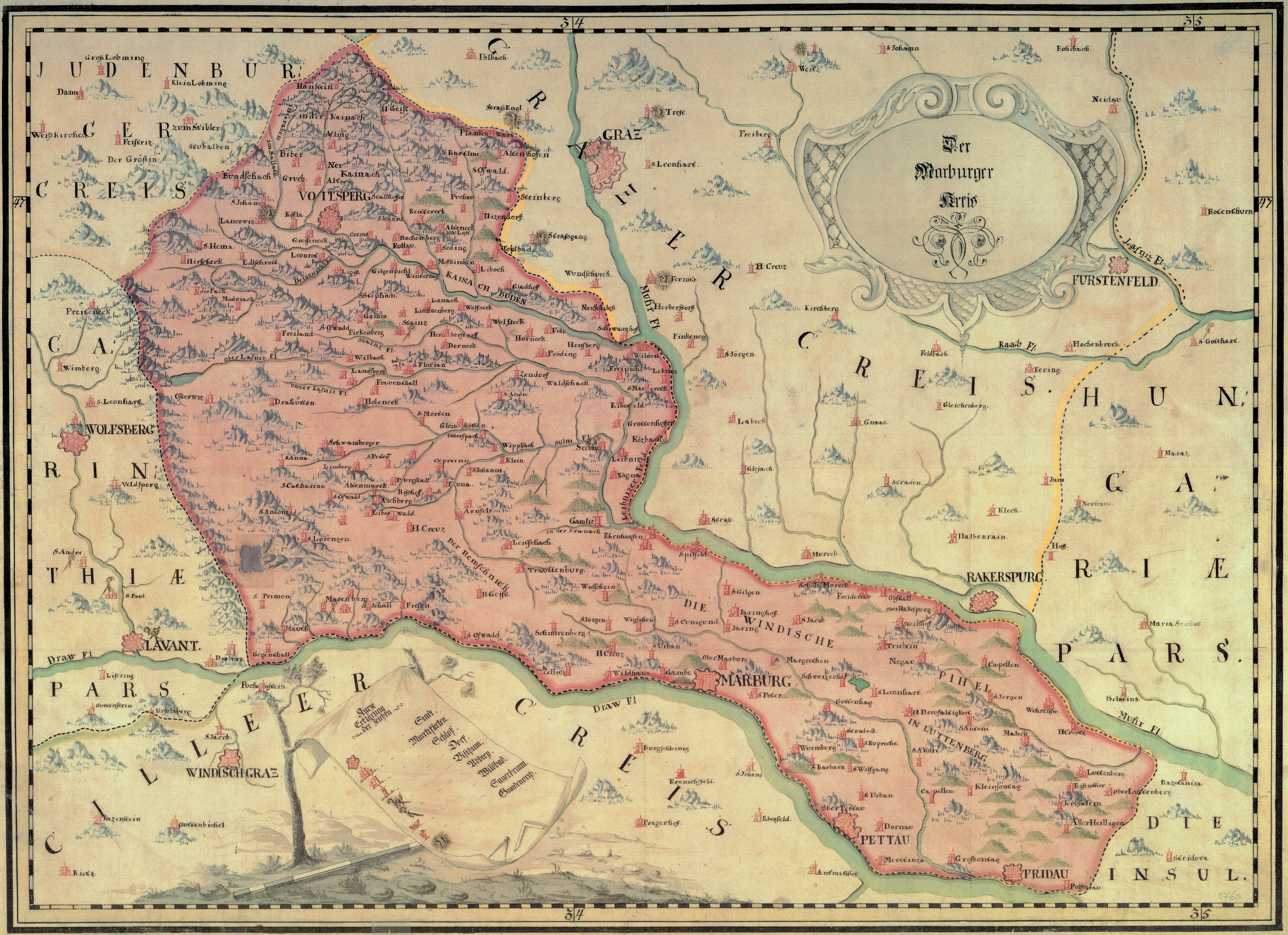
Der Marburger Kreis um 1760 umfasste auch den Bezirk Voitsberg
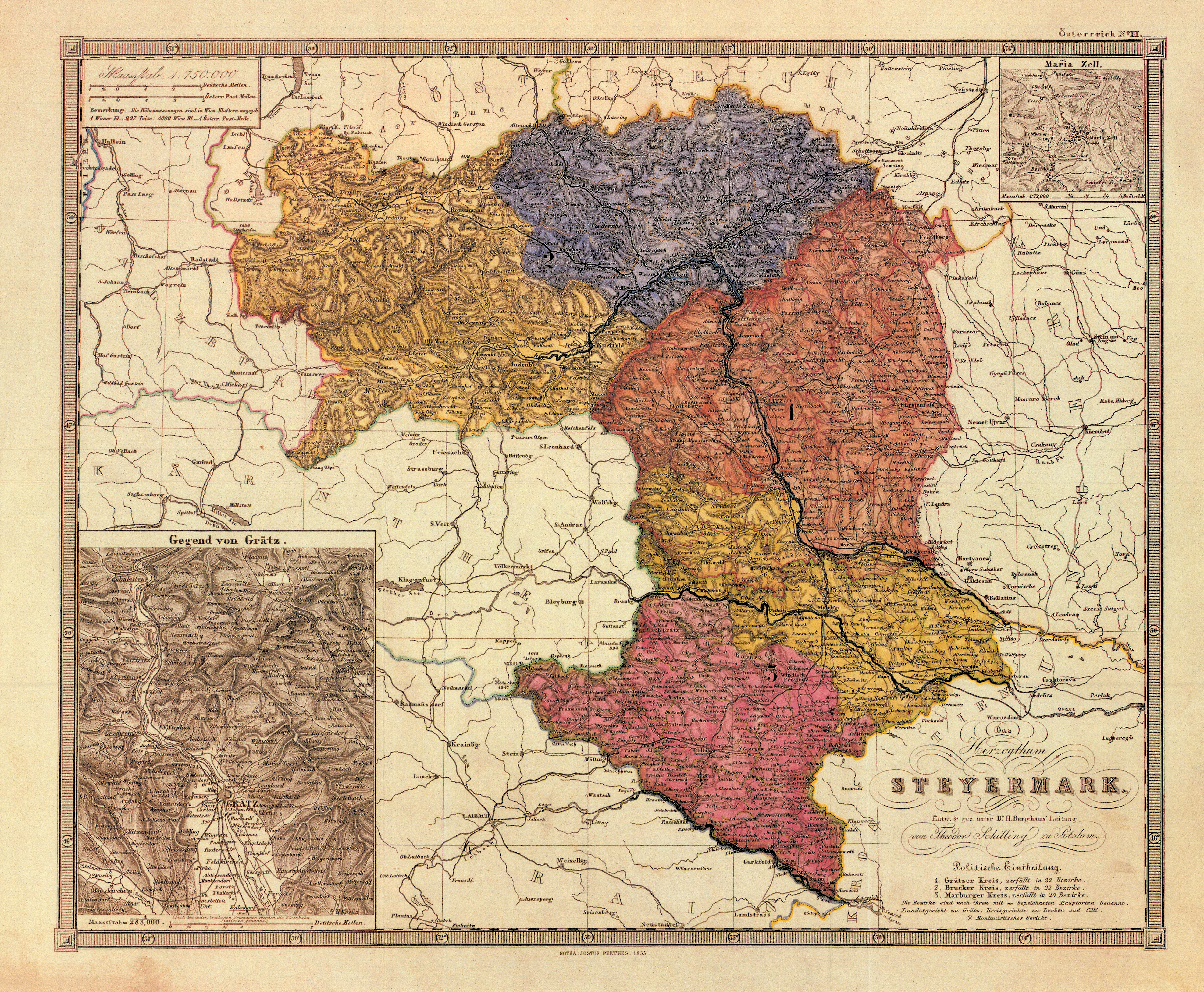
Der Marburger Kreis im Süden der Steiermark, 1855, bereits mit der Angabe der neuen (drei) Kreise und schematischer Darstellung der neuen Kreisgrenzen.